# Terre-Natale
Terre-Natale település Franciaországban, Haute-Marne megyében. Lakosainak száma 383 fő (2009. január 1.).

## Népesség
A település népessége az elmúlt években az alábbi módon változott:

| 2009 | 383 |